# Kim Seung-kyum
Đây là một tên người Triều Tiên, họ là Kim.
Kim Seung-kyum (tiếng Hàn: 김승겸; sinh ngày 12 tháng 4 năm 1963), là một đại tướng Lục quân Hàn Quốc, ông giữ chức Chủ tịch Hội đồng Tham mưu trưởng Liên quân (JCS) từ ngày 5 tháng 7 năm 2022. Trước khi trở thành Chủ tịch JCS, ông là Phó chỉ huy Bộ Tư lệnh Liên hợp Hàn Quốc–Mỹ.

## Đầu đời
Kim Seung-kyum sinh ngày 12 tháng 4 năm 1963 tại Seocheon, tỉnh Nam Chungcheong, trong một gia đình có truyền thống quân sự. Cha ông là trung tá trong quân dự bị. Ông tốt nghiệp trường trung học Osan, ở Seoul. Ông vào Học viện Quân sự Hàn Quốc năm 1982 và tốt nghiệp khóa học năm 1986.